# Cissac-Médoc
Cissac-Médoc är en kommun i departementet Gironde i regionen Nouvelle-Aquitaine i sydvästra Frankrike. Kommunen ligger i kantonen Pauillac som tillhör arrondissementet Lesparre-Médoc. År 2022 hade Cissac-Médoc 2 310 invånare.

## Befolkningsutveckling
Antalet invånare i kommunen Cissac-Médoc
Referens:INSEE